# Yanet Bermoy
Yanet Bermoy Acosta (Cienfuegos, 29 maggio 1987) è una judoka cubana, vincitrice della medaglia d'argento nei 48 kg alle Olimpiadi di Pechino 2008 e dell'argento nei 52 kg alle Olimpiadi di Londra 2012.

## Palmarès
- Giochi olimpici

Pechino 2008: argento nei 48 kg.
Londra 2012: argento nei 52 kg.
- Giochi panamericani

2007 - Rio de Janeiro: oro nella categoria 48 kg.
- Campionati panamericani di judo

2010 - San Salvador: argento nella categoria 52 kg.
2011 - Guadalajara: oro nella categoria 52 kg.